# Második Fico-kormány
A második Fico-kormány Szlovákia kormánya volt 2012. április 4-től 2016. március 23-ig.

## Megalakulása
A 2012-es választást a Robert Fico vezette populista Irány – Szociáldemokrácia (Smer–SD) nyerte nagy fölénnyel. A párt abszolút többséget szerzett a parlamentben. A választás után egypárti kormány alakult.

## Összetétele
A második Fico-kormány összetétele 2012. április 4-től:
| Név                                                     | Hivatal kezdete    | Hivatal vége       | Párt           | Megjegyzés            |
| Miniszterelnök                                          | Miniszterelnök     | Miniszterelnök     | Miniszterelnök | Miniszterelnök        |
| ------------------------------------------------------- | ------------------ | ------------------ | -------------- | --------------------- |
| Robert Fico                                             | 2012. április 4.   | 2016. március 23.  | Smer–SD        | pártelnök             |
| Belügyminiszter (egyben miniszterelnök-helyettes)       |                    |                    |                |                       |
| Robert Kaliňák                                          | 2012. április 4.   | 2016. március 23.  | Smer–SD        | a párt egyik alelnöke |
| Pénzügyminiszter (egyben miniszterelnök-helyettes)      |                    |                    |                |                       |
| Peter Kažimír                                           | 2012. április 4.   | 2016. március 23.  | Smer–SD        | a párt egyik alelnöke |
| Külügyminiszter (egyben miniszterelnök-helyettes)       |                    |                    |                |                       |
| Miroslav Lajčák                                         | 2012. április 4.   | 2016. március 23.  | pártonkívüli   |                       |
| Beruházásokért felelős miniszterelnök-helyettes         |                    |                    |                |                       |
| Ľubomír Vážny                                           | 2012. november 26. | 2016. március 23.  | Smer–SD        |                       |
| Munkaügyi, szociális és családügyi miniszter            |                    |                    |                |                       |
| Ján Richter                                             | 2012. április 4.   | 2016. március 23.  | Smer–SD        |                       |
| Közlekedési, építésügyi és területfejlesztési miniszter |                    |                    |                |                       |
| Ján Počiatek                                            | 2012. április 4.   | 2016. március 23.  | Smer–SD        |                       |
| Gazdasági miniszter                                     |                    |                    |                |                       |
| Tomáš Malatinský                                        | 2012. április 4.   | 2014. július 3.    | pártonkívüli   |                       |
| Pavol Pavlis                                            | 2014. július 3.    | 2015. május 6.     | Smer–SD        |                       |
| Peter Kažimír                                           | 2015. május 6.     | 2015. június 16.   | Smer–SD        | ideiglenesen          |
| Vazil Hudák                                             | 2015. június 16.   | 2016. március 23.  | pártonkívüli   |                       |
| Igazságügy-miniszter                                    |                    |                    |                |                       |
| Tomáš Borec                                             | 2012. április 4.   | 2016. március 23.  | pártonkívüli   |                       |
| Kulturális miniszter                                    |                    |                    |                |                       |
| Marek Maďarič                                           | 2012. április 4.   | 2016. március 23.  | Smer–SD        | a párt egyik alelnöke |
| Védelmi miniszter                                       |                    |                    |                |                       |
| Martin Glváč                                            | 2012. április 4.   | 2016. március 22.  | Smer–SD        |                       |
| Robert Fico                                             | 2016. március 22.  | 2016. március 23.  | Smer–SD        | ideiglenesen          |
| Oktatási, tudományos, kutatási és sportminiszter        |                    |                    |                |                       |
| Dušan Čaplovič                                          | 2012. április 4.   | 2014. július 3.    | Smer–SD        |                       |
| Peter Pellegrini                                        | 2014. július 3.    | 2014. november 25. | Smer–SD        |                       |
| Juraj Draxler                                           | 2014. november 25. | 2016. március 23.  | pártonkívüli   |                       |
| Egészségügyi miniszter                                  |                    |                    |                |                       |
| Zuzana Zvolenská                                        | 2012. április 4.   | 2014. november 6.  | pártonkívüli   |                       |
| Viliam Čislák                                           | 2014. november 6.  | 2016. március 23.  | Smer–SD        |                       |
| Mezőgazdasági és vidékfejlesztési miniszter             |                    |                    |                |                       |
| Lubomír Jahnátek                                        | 2012. április 4.   | 2016. március 23.  | Smer–SD        |                       |
| Környezetvédelmi miniszter                              |                    |                    |                |                       |
| Peter Žiga                                              | 2012. április 4.   | 2016. március 23.  | Smer–SD        |                       |

## Külső hivatkozások
- A szlovák kormány honlapja